# 克塔梅

克塔梅是哥倫比亞的城鎮，位於該國中部，由昆迪納馬卡省負責管轄，距離首府波哥大68公里，始建於1826年6月26日，面積138平方公里，海拔高度1,591米，2005年人口6,433。

## 外部連結
- USGS data
- El Tiempo Article

4°20′N 73°52′W / 4.333°N 73.867°W